# Palhaço do mal

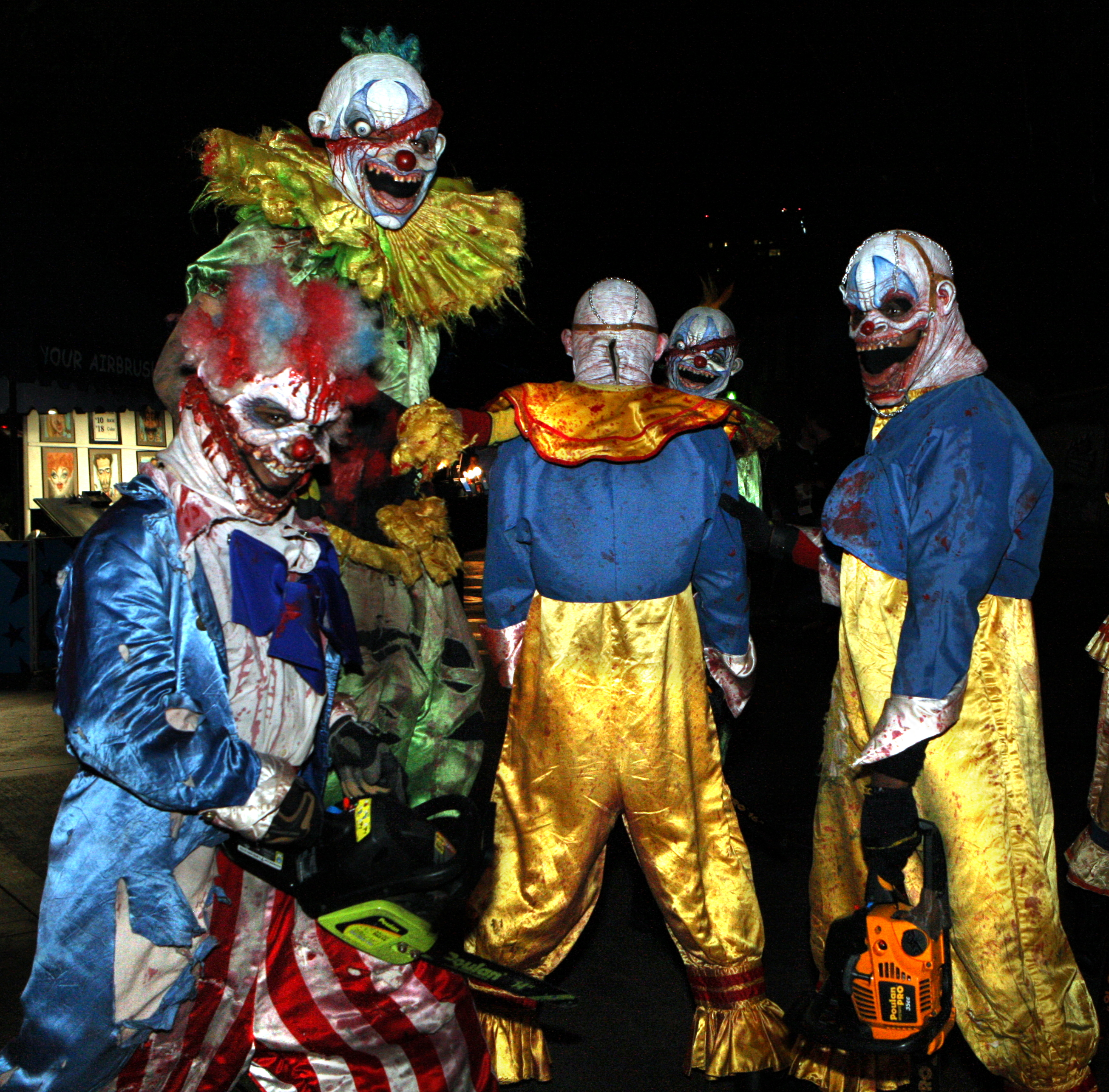
Um grupo de pessoas fantasiadas de palhaços do mal na Professional Developers Conference em 2008 na Universal Studios

O palhaço do mal, também chamado de palhaço assassino ou outros nomes, é um personagem modelo que aparece em diversas obras de terror e humor negro. Este tipo de personagem é uma subversão vilanesca do palhaço tradicional, sendo macabro, sanguinário e assustador ao invés de amigável e divertido, porém mantendo várias das características visuais, como o uso de cores, roupas e maquiagem espalhafatosas. Há vários palhaços do mal muito conhecidos na mídia, como o Coringa/Joker da DC Comics e o Pennywise da obra de Stephen King, ambos de origem americana. Palhaços do mal são o objeto de pavor dos portadores de coulrofobia, o medo patológico de palhaços.

## História

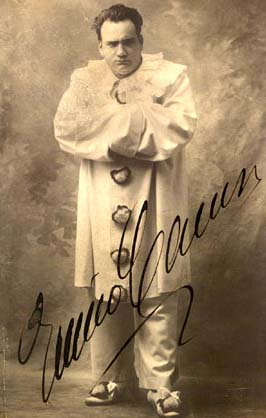
Enrico Caruso como Canio em Pagliacci (1894).

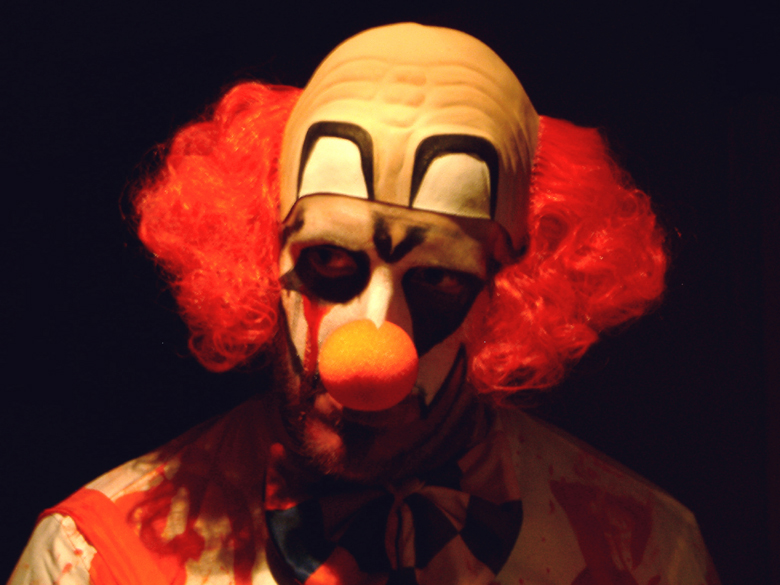
Fantasia de palhaço do mal

O arquétipo do palhaço do mal parece ter suas origens em obras dramáticas e líricas do século XIX. Na ópera Pagliacci (1892), de  Ruggero Leoncavallo, o protagonista Canio, que trabalha como palhaço, assassina sua mulher e seu amante durante uma apresentação. Esta ópera foi acusada de ser um plágio de La femme de Tabarin (1874) de Catulle Mendès, que também possui um palhaço assassino como personagem central.
Coringa ou Joker, um dos mais conhecidos supervilões da DC Comics, apareceu pela primeira vez em 1940 e popularizou o arquétipo do palhaço vilanesco.
Em 1978, o americano John Wayne Gacy, que trabalhava como palhaço, foi preso por dezenas de assassinatos e estupros, ficando conhecido como o Palhaço Assassino, apesar de não haver evidências de que ele usava a fantasia de palhaço enquanto cometia os crimes.
Em 1986, foi lançado o romance de terror It, ou A Coisa, cujo vilão é uma entidade sobrenatural maligna que normalmente assume a forma do palhaço Pennywise. A obra fez sucesso e foi posteriormente adaptada para a TV e para o cinema. A banda Insane Clown Posse, fundada em 1989, utiliza como tema central a figura do palhaço do mal.
Entre 1992 e 1996, o personagem Doink The Clown apareceu em diversas performances de luta profissional da WWE, sendo interpretado por vários lutadores.
No ano de 2016, um ano antes do lançamento da adaptação cinematográfica de It, pessoas vestidas de palhaços do mal foram avistadas em diversas localidades pelo mundo.

## Obras
Segue uma lista de algumas obras relevantes que retratam palhaços do mal.

### Cinema
- 1982: Poltergeist
- 1988: Palhaços Assassinos do Espaço Sideral
- 1989: Palhaço Assassino
- 2003: 
  - A Casa dos 1000 Corpos
  - Gacy
- 2007: Ilha Maldita
- 2008: Diversão Macabra
- 2011: Reality da Morte
- 2012: Stitches: O Retorno do Palhaço Assassino
- 2014: Clown
- 2015: Poltergeist (remake)
- 2016: Aterrorizante
- 2017: It
- 2019: 
  - It Capítulo Dois
  - Joker
- 2022: Aterrorizante 2

### Televisão
- 1990: It
- 2014 a 2015: American Horror Story: Freak Show